# Sala d'attesa (album)
Sala d'attesa è il terzo album in studio dei Modà, pubblicato il 23 maggio 2008 dalla casa discografica Around the Music. L'album esce a distanza di quasi due anni dal precedente Quello che non ti ho detto.

## Il disco
Il primo singolo estratto dal disco è Sarò sincero, brano dal quale viene anche ricavato un videoclip promozionale, successivamente viene estratto Meschina.
Questo disco segna l'addio di due componenti della band, se ne vanno infatti il chitarrista Tino e il batterista Manuel Signoretto sostituiti da Enrico Zapparoli e Claudio Dirani.

## Tracce
1. Sarò sincero – 3:59
2. Aria – 3:53
3. L'ultimo viaggio – 4:28
4. Sala d'attesa – 3:30
5. Ma tu non passi mai – 4:40
6. La mia ragazza ha detto che... – 3:57
7. L'importante è che stanotte non finirà – 4:01
8. Le luci della notte – 4:16
9. Ma quale domani – 3:59
10. Tra le tue mani – 3:52
11. Meschina – 3:54
12. Scusa amore – 8:08

- Tre rose per te – traccia fantasma

## Successo commerciale
Nel 2008 l'album raggiunge come posizione massima la 19ª della Classifica FIMI Album.
A distanza di due anni dalla pubblicazione, nell'ottobre 2010, l'album rientra in classifica per tre settimane consecutive, debuttando all'85ª per poi raggiungere come posizione la 38ª e chiudere alla 78ª.
Nel gennaio del 2011 l'album rientra, nuovamente nella medesima classifica, alla 96ª posizione, per poi arrivare come posizione massima alla 21ª.
Nel dicembre 2013 il disco viene certificato disco d'oro per le oltre 30 000 copie vendute.

## Formazione
- Kekko Silvestre - voce e pianoforte
- Enrico Zapparoli - chitarra acustica ed elettrica
- Diego Arrigoni - chitarra elettrica
- Stefano Forcella - basso
- Claudio Dirani - batteria

## Classifiche
| Classifica (2008) | Posizione massima |
| ----------------- | ----------------- |
| Italia            | 19                |